# Antiochia ad Maeandrum
Antiochia ad Maeandrum (voor de 3e eeuw v.Chr. – tot minstens 13e eeuw) of Antiochië op de Meander was een stad in de Oudgriekse landstreek Carië, vandaag Turkije. Ze lag aan de rivier Meander op de zuidelijke oever, nabij de monding van de Orsinus in de Meander. Het meest nabije dorp is Aliağaçiftliği en de meest nabije stad Kuyucak in de provincie Aydin. De naam van de stad huldigde waarschijnlijk koning Antiochus II, heerser over het uitgestrekte Seleucidische Rijk tijdens de 3e eeuw v.Chr.

## Historiek
De geschiedenis van Antiochia gaat terug tot voor de inval van Alexander de Grote en het bestuur der Seleuciden. De oorspronkelijke naam van het stadje was Pythopolis. De Seleucidenkoningen gaven de stad hun naam en breidden haar uit. De omvang van de stad was evenwel nooit groot; er waren belangrijker steden in Carië dan Antiochië. In haar grootste omvang omvatte de stad volgens Strabo zowel de zuidelijke oever als de noordelijke oever, wat historici doet afleiden dat de brug over de Meander enige rol van betekenis heeft gespeeld.
Later werd Antiochia ad Maeandrum een Romeinse stad en een Byzantijnse stad. In de 4e eeuw vond het christendom ingang in de stad. Antiochia ad Maeandrum werd een bisschopsstad, waarbij de bisschop suffragaan was van de bisschop van Stauropolis, stad in Carië. De bisschoppen van Antiochië van wie een spoor is terug te vinden, zijn onder meer Eusebius (in het jaar 325), Dionysius (451), Menophanes de monofysiet (518), Georgius (692) en Pothus Michael (12e – 13e eeuw).
Tijdens de Middeleeuwen werd op de helling een Byzantijns fort gebouwd, met als fundamenten Romeinse huizen. In het jaar 1211 werd de Slag om Antiochië op de Meander uitgevochten tussen het keizerrijk Nicea en de Seldjoeken van het sultanaat van Rûm. Het is onduidelijk in welke tijdspanne de stad nadien ten onder ging. Hiermee verdween ook het bisdom.
In de 19e eeuw verhaalden de reizigers dat zij brokstukken van huizen zagen, stukken zuilen en een arena. In de 21e eeuw is hiervan nauwelijks nog iets te bespeuren zodat er zelfs discussie bestaat tussen archeologen over het stratenplan.

## Titulair bisdom
In 1933 pikte de Rooms-Katholieke Kerk de titel van bisschop van Antiochia ad Maeandrum op. Het werd een titulair bisdom of eretitel.